# Зимові Олімпійські ігри 2034
Зимові Олімпійські ігри 2034 (англ. 2034 Winter Olympics), офіційна назва XXVII зимові Олімпійські ігри — зимові Олімпійські ігри, які пройдуть у місті Солт-Лейк-Сіті, США з 10 до 26 лютого 2034 року.

## Вибори місця проведення
Місто-господар Олімпійських ігор-2034 визначили на 142-й сесії МОК 24 липня 2024 року в Парижі, було підтверджено проведення зимових Олімпійських ігор 2034 року в Солт-Лейк-Сіті. Згідно з новим форматом вибору міст-господарів майбутніх Олімпійських ігор Порядку денного МОК до 2020 року, голосування проходило у формі референдуму для 95 делегатів МОК.
| Результати голосування | Результати голосування | Результати голосування | Результати голосування | Результати голосування |
| ---------------------- | ---------------------- | ---------------------- | ---------------------- | ---------------------- |
| Місто                  | НОК                    | Так                    | Ні                     | Утримались             |
| Солт-Лейк-Сіті         | США                    | 83                     | 6                      | 6                      |